# Административное деление Российской империи на 1 января 1803 года
Российская империя по состоянию на 1 (13) января 1803 года делилась на губернии, области и уезды
- общее число губерний — 49
- Жилища Донских казаков на правах губернии — 1
- столица — город Санкт-Петербург
- отличия от 1 января 1800 года:
- вновь образованы:

1. Виленская губерния (9 (21) сентября 1801 года) из части Литовской губернии
2. Витебская губерния (март 1802 года) из части Белорусской губернии
3. Гродненская губерния (9 сентября 1801 года) из части Литовской губернии
4. Грузинская губерния (Грузия, 9 сентября 1801 года) из включенной в губернию Грузии
5. Екатеринославская губерния (октябрь 1802 года) из части Новороссийской губернии
6. Могилёвская губерния (март 1802 года) из части Белорусской губернии
7. Николаевская губерния (октябрь 1802 года) из части Новороссийской губернии
8. Олонецкая губерния (9 сентября 1801 года) в прежних (до 12 (23) декабря 1796 года) границах — из Архангельской и Новгородской губерний
9. Пензенская губерния (9 сентября 1801 года) из части Саратовской губернии
10. Полтавская губерния (январь 1802 года) из части Малороссийской губернии (практически в границах бывшего, до 12 декабря 1796 года, Новгород-Северского наместничества)
11. Таврическая губерния (октябрь 1802 года) из части Новороссийской губернии
12. Черниговская губерния (январь 1802 года) из части Малороссийской губернии (практически в границах бывшего, до 12 декабря 1796 года, Черниговского наместничества)

- упразднены:

1. Белорусская губерния (март 1802 года) — в Витебскую и Могилёвскую губернии
2. Литовская губерния (9 сентября 1801 года) — в Виленскую и Гродненскую губернии
3. Малороссийская губерния (январь 1802 года) — в Черниговскую и Полтавскую губернии
4. Новороссийская губерния (октябрь 1802 года) — в Екатеринославскую, Николаевскую и Таврическую губернии

- переименованы:

1. Выборгская губерния (конец 1802 года) в Финляндскую губернию
2. Оренбургская губерния (март 1802 года) в Уфимскую губернию

- список губерний:

1. Архангельская
2. Астраханская
3. Виленская
4. Витебская
5. Владимирская
6. Вологодская
7. Волынская (центр — Новоград-Волынский)
8. Воронежская (уезды: Богучарский, Острогожский и Старобельский из Слободско-Украинской губернии)
9. Вятская
10. Гродненская
11. Грузинская
12. Екатеринославская
  1. Александровский уезд
  2. Бахмутский уезд
  3. Екатеринославский уезд
  4. Мариупольский уезд
  5. Новомосковский уезд
  6. Павлоградский уезд
  7. Ростовский уезд
  8. Славяносербский уезд
13. Иркутская
14. Казанская
15. Калужская
16. Киевская
17. Костромская
18. Курляндская (центр — Митава)
19. Курская
20. Лифляндская (центр — Рига)
21. Минская
22. Могилёвская
23. Московская
24. Нижегородская
25. Николаевская
26. Новгородская
27. Олонецкая
28. Оренбургская
29. Орловская
30. Пензенская
31. Пермская
32. Подольская (центр — Каменец-Подольский)
33. Полтавская
34. Псковская
35. Рязанская
36. Санкт-Петербургская
37. Саратовская
38. Симбирская
39. Слободско-Украинская (центр — Харьков)
40. Смоленская
41. Таврическая
42. Тамбовская
43. Тверская
44. Тобольская
45. Тульская
46. Финляндская (центр — Выборг)
47. Черниговская
48. Эстляндская (центр — Ревель)
49. Ярославская
50. Жилища донских казаков